# 郝玉麟
郝玉麟（约1670年代—1745年），字敬亭，原属漢軍鑲白旗人，雍正十二年（1734年）入隶汉军镶黄旗，籍直隶霸州。清朝大臣，历任云南提督、广东总督、福建总督、闽浙总督兼兵部尚书，官至吏部尚书兼两江总督，授世袭骑都尉。

## 生平
驍騎校出身，初隶镶白旗汉军。康熙三十四年（1695）授千總，四十四年（1705）云南援剿右协副将；六十一年（1722），擢云南鹤丽镇（今属鹤庆县）总兵。雍正元年（1723）授雲南提督（驻扎大理府，载四库全书本《云南通志：武职》），驻兵丽江府中甸（今香格里拉市），参与平定青海罗卜藏丹津叛乱，安抚民众，“扬威塞外”。二年（1724），自中甸进驻察木多（今西藏昌都县），招抚当地部落，将玉树地区的35个部落集合在一起，委任第十八代囊谦王多杰才旺为各部落的总头人；授云骑尉世职。雍正帝赐诗《赐提督郝玉麟》。五年，以平定青海军功，授骑都尉世职（载《钦定八旗通志：镶黄旗汉军世职》卷302）。六年二月，与鄂尔泰（雍正三年至九年，时镶蓝旗满洲鄂尔泰任云南巡抚、云贵总督）调兵平定云南茶山动乱，五月受嘉奨“都督、同知”加衔，九月领兵两千平定烏䝉地区动乱。七年（1729），调廣東總督（雍正十二年，改称兩廣總督），此前在云南任军职前后达二十四年多。
雍正七年（1729）三月，改廣東總督兼兵部右侍郎，率水师缉拿海盗，整治军政。八年，奏请清廷設香山縣县丞，县丞衙署后移至澳门望厦村。雍正十年（1732）二月，總督福建（后改称閩浙總督），任內平定臺灣彰化大甲西社民變，奏请改制臺灣營制事宜，调整福建军政结构。十二年（1734）七月，奉旨入镶黄旗汉军；十月，授閩浙總督，又任兵部尚书兼督察院右副都御史，总督福建浙江等处地方军务兼理粮饷。“记录四十二次功加一等”（据其《福建通志》自序）。乾隆元年（1736）二月，以闽浙总督专管福建总督；三年九月又兼辖浙江。乾隆三年，題請大修福州三江口水師旗營戰船（次年，工部尚書兼內務府總管來保核实费用开销）。乾隆四年（1739）七月，擢升吏部尚書，同年十一月兼署兩江總督、总理盐法大臣，任上与正白旗蒙古、头等侍卫、正黄旗满洲副都统旺扎尔会审苏州织造海保贪纵案。乾隆五年五月，因用人失察，被降二級補刑部右侍郎。六年（1741）二月，因病乞休，同年九月因署福建巡撫策楞參奏延建邵道鄂善交结玉麟家人，被革職。乾隆十年（1745）三月卒。《钦定八旗通志：大臣传五十八》卷192有传。
在廣東總督任上，督修《四库全书》本《广东通志》六十四卷（雍正九年（1731）刊本，卷三《舆图》中保存了一幅极为珍贵的《澳门图》），作《议改营制十三条事宜疏》（载《广东通志：艺文》卷62）。在闽浙总督任上，督修《四库全书》本《福建通志》七十八卷（乾隆二年（1737）刊本）。有雍正帝朱批谕旨《郝玉麟奏折》一册，允禄、鄂尔泰等编（清雍正十年（1732年）至乾隆三年（1738年）武英殿刻本）。
在云南提督任上，雍正二年，续修桂香书院（又中溪书院，位于大理州太和县；该书院康熙三十一年由前云南提督、镶蓝旗汉军诺穆图原建，其父定西将军、三等候李国翰）（载鄂尔泰修《云南通志》卷7），修建临安府 (云南)（府治设于建水县）城西二十里处“彩云桥”（载《雲南通志》卷49），雍正五年修建大理府太和县院塝桥；为大理佛教圣地雞足山 (雲南)建筑题写《重建迦叶殿碑记》。在廣東總督任上，雍正八年（1730），倡建天章书院（后改名端溪书院，位于今肇庆市），作《天章书院记》，工竣后，郝氏亲往授课，延聘名儒，捐金二千两。在閩浙總督任上，任命雍正八年进士陈兆仑为福州鳌峰书院山长；为浙江总督李卫主修的《西湖志》48卷（雍正十三年[1735]兩浙鹽驛道庫刻本）作序；为文华殿大学士嵇曾筠、李衛等修的《[雍正]浙江通志》280卷（乾隆元年（1736）刻本）作序；雍正十一年（1733年），在福州宫巷 (福州)原三山堂址建关帝庙；重修福州南台天后宫，御赐“锡福安澜”匾额；雍正十二年，为福州台江陈文龙尚书庙题匾“神灵赫濯”；乾隆三年（1738），重修福州三皇庙（今高爷庙）并作《重修三皇庙碑记》，重刊并序《太上感应篇图说》。在兩江總督任上，將福建耐旱的早稻品種“畬粟”引進到安徽，获試種成功，進而推廣到北方各省（载《元明清史》，2002）。

## 家庭
- 子郝碩（字冀軒，1718年-1784年)，镶黄旗汉军，袭其父骑都尉世职，曾任镶黄旗汉军第三㕘领第三佐领（据《钦定八旗通志》）；乾隆18年（1753）镶黄旗汉军公中佐領，20年工部都水司員外郎，21年戶部山東司員外郎，24年戶部郎中，军机章京，27年山東登萊青道，30年署山东按察使，35年浙江按察使，39年浙江布政使；42年补授山东巡抚，时第二次金川之戰中在四川军营督办粮务（其山东巡抚一职暂由镶白旗满洲國泰 (清朝)署任）；乾隆42年至49年（1777-1784）江西巡撫（载《钦定八旗通志：各省巡抚》卷340，前任正黄旗满洲舒穆禄氏海成），又兼任兵部侍郎、都察院右副都御史，授提督銜。在江西巡撫任上，于乾隆四十四年，大规模扩建豫章書院 (南昌)。將朝京師，以行李不具，徵屬吏納賕。乾隆四十九年，因贪获罪，被賜自裁。上谕：“因通諭諸直省督撫，當持名節，畏憲典，以國泰 (清朝)、郝碩為戒”（据《清史稿：列傳126》卷339）。妻伍氏。
- 孙儿郝荣安，道光六年九年两任山东济南府通判，为姻戚英和的《恩福堂詩鈔》题诗。
- 孙儿郝寧安（號一亭），乾隆五十九年福建盐大使、山东通判，善书法，書學顏魯公（载袁洁《蠡庄诗话》、李放《皇淸書史》），与文学家袁枚有诗歌唱和（据进士李鑾宣诗作《郝一亭经历以和袁子才先生春柳诗四首见遗因次其韵》，载李鑾宣《堅白石齋詩集》）。妻索綽絡氏，其父内务府正白旗满洲、乾隆癸酉舉人德元，咸安宫、景山官学总管；胞叔乾隆丁巳恩科進士、礼部尚书德保 (清朝)；胞姊索綽絡氏，嫁正藍旗滿洲佐领覺羅麟志（父乾隆壬戌科進士文勤公覺羅奉寬；母顏扎氏，其胞兄内务府正黃旗滿洲、頭等侍衛和英額，父頭等侍衛長生，侄孙咸豐二年（1852年）壬子恩科进士景廉）；堂姊索綽絡氏（德保之女）封乾隆帝之瑞貴人；堂兄乾隆五十八年（1793年）癸丑科二甲進士英和。
- 孙儿郝敏安（隶鑲黃旗漢軍周應麟佐領下），监生，两淮盐运运判。妻李氏，胞兄正藍旗漢軍、湖南巡撫巴哈布(1757—1830)（妻佟佳氏，其父内务府镶黄旗满洲、浙江巡撫伊齡阿），胞兄两江总督李奉翰（著有《南工廟祠祀典》），父江南河道總督李宏 (清朝)（著有《戢思堂詩鈔》，镶黄旗满洲、两江总督高晋作序），祖父李世偀，祖伯父李世倬（官左副都御史，画家，與輔國公永璥时有诗画交往），曾祖湖广总督李成龍，曾祖母高氏（其胞兄鑲黄旗漢軍文恪公高其位，刑部侍郎、著名指画家高其佩）；侄女李扶雲 (字松岑)嫁内务府镶黄旗汉军、嘉慶己未科進士冯氏象會（曾祖文渊阁大学士文肅公英廉）。
- 孙女郝氏。夫崔玟，其父山东巡抚、閩浙總督、刑部尚書崔應階，祖父台灣鎮總兵崔相國。
- 曾孙郝沾（父郝荣安）。妻徐氏；其胞兄正白旗漢軍、道光十五年（1835）乙未科進士長喆，编修《囊平徐氏续修族谱》五卷（1853）；父乾隆二十年（1755）己亥科舉人徐秉鑑（字水崖，号餘山），撰《秋蕙軒吟草》四卷；太高祖徐永昌及家族世袭正白旗汉军第四叅领第二世管佐领（载《钦定八旗通志》）；母范氏（父镶黄旗汉军、盛京兵部侍郎范宜清，祖父范時績，曾祖范承祚，曾祖伯順治九年(1652)壬辰科進士忠貞公范承謨，高祖文肅公范文程）；姑母徐氏，嫁内務府正黃旗漢軍、乾隆壬子科舉人張氏椿齡（嫡堂兄乾隆壬辰科進士文敏公百齡），其子嘉慶庚辰科進士保淳；女张氏嫁正黃旗满洲、嘉慶庚午舉人覺羅增齡（字松岩、松崖）（胞兄閩浙總督、福州將軍覺羅耆齡，父湖北道员覺羅善廉（字怡庵），祖父覺羅德敏，祖母葉赫那拉氏（父鑲紅旗滿洲、甘肃与湖南巡撫常鈞，胞叔漕运总督、浙江巡抚纳兰常安）；覺羅增齡师从内务府镶黄旗汉军、乾隆六十年（1795年）乙卯恩科进士高鹗，为后者的《月小山房遺稿》作序）；胞姊徐氏，嫁镶黄旗满洲富察氏錫凝（父同知百祿，先祖文穆公馬齊；胞姊富察氏继配嫁宗室奕菘（曾祖怡僖親王弘曉））。
- 曾孙女郝氏（父郝荣安），继配嫁正蓝旗汉军、山东盐课大使胡氏廉叙，即道光庚戌（1850）进士吉惠 (道光进士)的继母、光緒二年丙子（1876）恩科進士胡俊章之继祖母（吉惠 (道光进士)的高祖母高佳氏，系镶黄旗满洲、文华殿大学士文端公高晉胞姊，其嫡堂妹高佳氏继配嫁镶蓝旗满洲、保和殿大学士鄂爾泰二子果壮公鄂實；郝玉麟任云南提督时，鄂爾泰时任云贵总督）。
- 曾孙女郝氏（父郝寧安），嫁内务府镶黄旗漢軍、筆帖式劉氏豫晉（姑母劉佳氏嫁镶蓝旗宗室綿爵，其父宗室永化，嫡堂叔辅国将军永忠，祖父散秩大臣宗室弘暟，曾祖恂勤郡王允禵即康熙帝第十四子；胞叔嘉慶己巳恩科進士敏惪（又銘悳），其子咸豐壬子科進士豫師；嫡堂兄道光壬午恩科進士豫益；祖父内務府郎中兼回子佐領劉淳）。